# Bert Harris
Albert Walter Allen „Bert“ Harris (* 1874 in Birmingham; † 21. April 1897 ebenda) war ein britischer Bahnradsportler.
Bert Harris wuchs in Sichtnähe zur 1880 erbauten Belgrave Radrennbahn in Leicester auf und begann im Alter von 14 Jahren mit dem Radsport. 1891 gewann er in Bristol ein Rennen über fünf Meilen und wurde eingeladen, dem London Polytechnic Cycling Club beizutreten. 1893 stellte er Rekorde über die dreiviertel Meile und die Meile auf. 1894 wurde er Profi. Wegen seines kindlichen Aussehens bekam er den Spitznamen „The Kid“, wurde aber auch „The Invincible“ („der Unschlagbare“) genannt.
Harris wurde 1894 erster britischer Meister der Profis über die Meile nach einer Vorbereitung durch den Trainer Sam Mussabini auf der Radrennbahn Herne Hill in London. Er zog nach Paris und startete bei Bahnrennen in ganz Europa. 1895 reiste er nach Australien, um auch dort Rennen zu bestreiten. Dort gefiel es ihm so gut, dass er plante, später dorthin auszuwandern. Im selben Jahr stürzte er bei einem Rennen in Cardiff, war danach zwei Tage lang bewusstlos und konnte ein halbes Jahr nicht starten. 1896 war er so erfolgreich, dass dieses Jahr „Harris-Year“ genannt wurde. Mehrfach schlug er den Weltmeister Arthur Augustus Zimmerman. Vor einem Rennen in Bolton soll er eine Ahnung bekommen haben, dass er verunglücken würde, woraufhin er nach Leicester zurückkehrte, wo er aber überredet wurde, am Wochenende darauf am Ostermontag bei einem Zehn-Meilen-Rennen in Aston, einem Vorort von Birmingham, zu starten. Nach vier Meilen stürzte Bert Harris, erlitt schwere Kopfverletzungen und starb zwei Tage später in einem Krankenhaus. Mehrere Zehntausend Menschen säumten die Straßen bei dem Trauerzug zum Friedhof in Leicester.
Um den Tod von Bert Harris, der in Großbritannien äußerst populär war („the David Beckham of his days“), entstanden zahlreiche Gerüchte. So soll das Rad von Harris manipuliert worden sein, um den Sturz zu verursachen; eine weitere Vermutung lautete, dass er gestoßen wurde.
In Leicester ist ein Radweg nach ihm „Bert Harris Way“ benannt. Auf dem Welford Road Cemetery in Leicester erinnert eine Gedenksäule an ihn mit der Aufschrift: „His lamented death cut off in its prime one of the brightest and most genial spirits of cycledom.“ 2007 produzierte die BBC einen Dokumentarfilm über ihn; es stellte sich heraus, dass der junge Schauspieler, der ihn darstellte, mit ihm verwandt ist. 1964 erschien das Buch Bert Harris of the Poly: A Cycling Legend.